# Carlos Abicalil
Carlos Abicalil (Nova Friburgo, 23 de janeiro de 1962) é um político brasileiro. Foi deputado federal entre 2003 e 2011, pelo estado do Mato Grosso. Em 2008, foi vice-líder do Partido dos Trabalhadores na Câmara dos Deputados, e no ano seguinte se tornou vice-líder do governo no Congresso Nacional.

## Biografia
Se formou em Filosofia pela Faculdade Salesiana, em Lorena-SP, onde estudou entre 1982 e 1987. Foi professor da rede estadual do Mato Grosso na década de 1980, e foi diretor da Escola Estadual Antônio Cristino Cortes, em Barra do Garças, MT, entre 1988 e 1991.
Se especializou em História Contemporânea em 1991. Em 2002, iniciou um Mestrado em Educação pela Universidade de Brasília. É mestre em Gestão de Políticas Públicas de Educação.

## Carreira política
Se tornou deputado federal pela primeira vez em 2002, sendo o segundo candidato mais votado pelo estado do Mato Grosso. Nas eleições seguintes, em 2006, foi reeleito, sendo o candidato mais votado.
Ocupou os cargos de vice-líder do Partido dos Trabalhadores na Câmara dos Deputados em 2008, e vice-líder do governo no Congresso Nacional em 2009.
Em 2010, disputou com Serys Slhessarenko a nomeação para candidatura ao Senado por Mato Grosso. Abicalil venceu as prévias, se tornou candidato, obteve 18,43% dos votos, mas não foi eleito, ficando em terceiro lugar das duas vagas nas eleições estaduais.

### Atuação na Educação
Em 2005, atuou como relator do projeto de lei que deu origem à Lei de Cotas no Ensino Superior. Anos depois, em 2023, participou de audiência pública sobre o projeto de lei de autoria da deputada Dandara Tonantzin que aprimora esta lei.
Em 2006, defendeu a aprovação do FUNDEB, afirmando que este fundo "inverte a tendência de redução dos investimentos na educação básica". Em 2010, defendeu a criação de um sistema nacional de educação básica.
Em 2011, ocupou o cargo de secretário de Articulação com os Sistemas de Ensino (Sase) do Ministério da Educação. Saiu do cargo em 2012, quando Aloizio Mercadante assumiu o ministério.
Em 2015, se tornou diretor de Educação da sub-secretaria da Organização dos Estados Ibero-americanos para Educação, Ciência e Cultura, com cargo previsto até 2018.
Durante a campanha para as eleições gerais no Brasil em 2018, participou de uma edição do programa Roda Viva sobre educação.

## Desempenho em eleições
| 2002 | Estadual do Mato Grosso | PT | Deputado Federal | 118.027 | 9,3%   | Eleito     | [ 5 ]  |
| 2006 | Estadual do Mato Grosso | PT | Deputado Federal | 128.851 | 8,98%  | Eleito     | [ 19 ] |
| 2010 | Estadual do Mato Grosso | PT | Senador          | 533.280 | 18,43% | Não Eleito | [ 20 ] |